# Projekt 685
Projekt 685 (v kódu NATO třída Mike) je třída ponorek Sovětského námořnictva s jaderným pohonem. Postavena byla v jediném prototypovém exempláři pojmenovaném K-278 Komsomolec. Ponorka byla ztracena v roce 1989 při havárii v Norském moři. Ve stavbě dalších jednotek této třídy se po havárii nepokračovalo.

## Stavba

Ilustrace ponorky třídy Mike

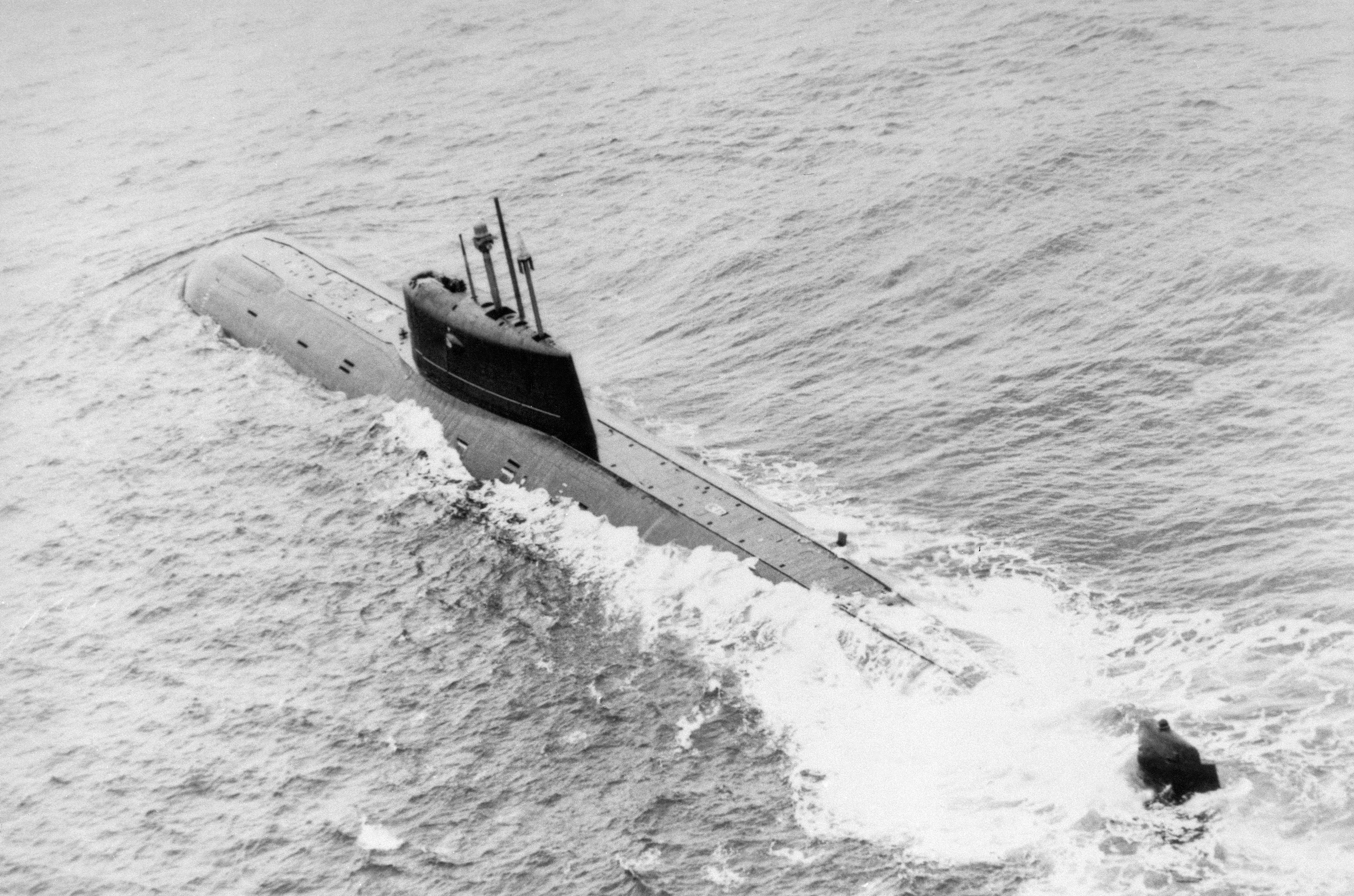
Ponorka K-278 Komsomolec

Ponorka Projektu 685 byla navržena sovětskou konstrukční kanceláří Rubin s cílem otestovat na ní nové technologie a řešení určená pro plánované jaderné ponorky nové generace. Ponorka K-278 byla postavena sovětskou loděnicí v Severodvinsku a do služby vstoupila v roce 1986.

## Konstrukce
Dvojitý trup ponorky byl postaven z titanu. Maximální hloubka ponoru dosahovala 1 000 metrů. Výzbroj tvořily čtyři 533mm torpédomety, ze kterých mohla být odpalována torpéda a protiponorkové / protilodní střely RPK-2 Viyuga (v kódu NATO SS-N-15 Starfish). Další dva 650mm torpédomety sloužily pro vypouštění těžkých torpéd a střel RPK-7 Veter (v kódu NATO SS-N-16 Stallion). Pohonný systém tvořil jeden jaderný reaktor, dvě parní turbíny a jeden výstupní hřídel. Nejvyšší rychlost byla 14 uzlů na hladině a 30 uzlů pod hladinou.

## Ztracení ponorky po požáru
Dne 7. dubna 1989 na ponorce při hlídkové plavbě v Norském moři vypukl požár. Ponorka se vynořila, část posádky naskákala do moře, ohněm poškozeným tlakovým trupem se ale dovnitř dostala voda a K-278 se nedlouho poté potopila. Námořníci reaktor předtím zastavili. Další muži poté unikli v záchranné kapsli. Čtyři muži zahynuli při požáru, čtyři další při potopení ponorky a 34 dalších zahynulo na mořské hladině v důsledku podchlazení. Celkem zemřelo 42 osob ze 69. Ve vraku ponorky, ležícím 180 km jihozápadně od Medvědího ostrova v hloubce 1 500 metrů na souřadnicích 73° 46,3' severní šířky a 13° 15,9' východní délky, jsou dodnes torpéda s jadernou hlavicí. Z nich se uvolňuje plutonium, které je zdrojem vysoké radioaktivity. Během expedice byly v roce 2019 odebrané vzorky, ty vykazovaly až 800tisíckrát vyšší radioaktivitu, než je běžná úroveň 0,001 becquerelu na litr. V okolí ponorky byly hodnoty vyšší stotisíckrát, tj. 100 becquerelu na litr. Ponorka zamořuje okolí ve velké hloubce, kvůli které je ale ohroženo podle vedoucí expedice Hilde Elise Heldalové jen minimum živočichů.